# Conquista islámica de Mallorca
La conquista de Mallorca por parte de las tropas musulmanas se produjo en 290 del Hégira (902/903 de la era cristiana). La conquista de Mallorca enfrentó las tropas de Isam al-Jaulani con la resistencia del rum de las Islas Baleares que durante ocho años y cinco meses fueron asediados por los musulmanes en el castillo de Alaró.
El emir Abdalah ibn Muhámmad le reconoció la conquista y lo nombró valí de la isla, cargo que ejerció desde el 904 hasta el 912.

En esta isla [Mayurqa] se encuentra una gran fortaleza construida en un lugar con el nombre de Hisn Alarum alto y páramo, sin par en el mundo habitado; es conocida con el nombre de Hisn Alarum. Cuentan los mallorquines que cuánto la isla fue conquistada en la época de Muhámmad, hijo del quinto amir omeya de al-Ándalus, los Rum se hicieron fuertes en esta fortaleza durante ocho años y cinco meses después de la conquista, sin que nadie pudiera hacer nada contra ellos; sólo la falta de víveres los obligó a salir. Esta fortaleza se levanta sobre la cumbre de un monte de piedra dura donde hay una fuente abundante.
Al-Zuhri

La historiografía debate sobre quién eran los rum que ofrecieron resistencia, por la polisemia de esta palabra; por un lado podría referirse, en un sentido restringido, a los bizantinos o, en un sentido extenso, a los cristianos, pues en 897, una bula papal hace depender las islas del obispado de Gerona, mostrando la gran debilidad de las estructuras de poder, que han ido quedando muy debilitadas con los sucesivos ataques musulmanes.
La dominación musulmana en Mallorca (902-1229) empezó cuando un poderoso hombre del emir de Córdoba, Isam al-Jaulani, viajó de camino a La Meca en peregrinación con más barcos. Ante una gran tormenta, el emir y su cortejo se refugiaron en Mallorca. Descubrió una isla que no conocía y al volver de su peregrinación intentó indagar más sobre ella e informar a su señor, el emir Abdalah, de las condiciones defensivas y lo incitó a conquistarla.
Isam al-Jaulani informó a su señor que Mallorca pertenecía a un archipiélago de islas que los viejos romanos denominaban Balearia. Pronto el emir envió muchas naves hacia el archipiélago, principalmente a la más grande para conseguir su conquista. A pesar de la oposición, los nativos aguantaron 8 años y cinco meses. Una vez reintegrado dentro del emirato de Córdoba, la llegada de sarracenos fue constante. Isam al-Jaulani fue designado señor de Mallorca.

## Gobernantes
Señores de Mallorca del emirato de Córdoba (902-1012)
- Isam al-Jaulani (902-913)
- Abd Al-lah ibn Isam al-Jaulani (913-946)
- al-Muwáffaq (946-969)
- Kautir (969-998)
- Muqatil (998-1012)

Señores de Mallorca del emirato de Denia (1009-76)
- Abu ul-Abbás ibn Rashiq (1016-?)
- Al-Áglab (< 1041)
- Sulaimán ibn Mashiqán (<1076)
- Abd Al-lah ibn al-Murtada ibn al-Áglab (1076-1087) Valí.

Emires independientes de Mallorca (1076-1115)
- Abd Al-lah ibn al-Murtada ibn al-Áglab (1087-1093), Emir.
- Mubáshir Násir ad-Daula (1093-1114)
- Abu ur-Rabí Sulaimán (1114-1115)

Almorávides señores de Mallorca (1116-1203)
- Wanur ibn Abi Bakr (1116-1126)
- Muhámmad ibn Ganiya (1126-1155)
- Ishaq ibn Muhámmad ibn Ganiya (1155-1184)
- Muhámmad ibn Ishaq ibn Ganiya (1184)
- Ali ibn Ganiya (1184-1187)
- 'Abd Allāh ibn Ishāq ibn Ġānīya (1187-1203)

Almohades señores de Mallorca (1203-1229)
- Abd Al-lah ibn Ta' Allah al-Kumi (1203)
- Abū Zayd ibn Tuŷan (1204-1208)
- Abu Abd Al-lah ibn Abi Hafs ibn Abdelmumen (1208)
- Abu Yahya Muhámmad ibn Ali ibn Abi Imrán at-Tinmalali (1208-1229)